# Neftegorsk (Territorio di Krasnodar)
Neftegorsk è una cittadina della Russia europea meridionale, situata nel Territorio di Krasnodar; appartiene amministrativamente al rajon Apšeronskij.